# Son (muziek)
Son is een stijl van Cubaanse muziek, die oorspronkelijk uit het oosten van Cuba komt.

## Geschiedenis
De oorsprong van son gaat terug naar de tweede helft van de 19e eeuw, toen de son ontstond uit een combinatie van invloeden van de Spaanse canción (liederen) en gitaar en Afrikaanse ritmes en percussie-instrumenten, van Bantoe (Congo) en Arará (Fon, Ewe e.a.) origine. 
Verschillende plaatsen in zuidoostelijk Cuba hadden invloed op het ontstaan van de son, met name de stad Santiago de Cuba en rurale gebieden eromheen, maar ook Manzanillo ten westen ervan, en meer oostelijk Guantánamo (waar een eigen variant ontstond, genaamd changüí) en Baracoa (waar de karakteristieke tres-gitaar ontstond).
De son migreerde van oostelijk Cuba naar de Cubaanse hoofdstad Havana rond 1909, waarschijnlijk met soldaten uit oostelijk Cuba die naar Havana gingen. De son en bijbehorende dans werd in Havana al snel populair en geïncorporeerd door muziekgroepen in Havana rond 1920. Het beïnvloedde andere Cubaanse genres deels, maar anderzijds werd son vanaf toen ook beïnvloed door andere Cubaanse muziekstijlen, zoals de Afro-Cubaanse rumba, ontstaan rond Havana en Matanzas. Het karakteristieke “clave” ritme (3-2 of 2-3) zou via de rumba in de son terechtgekomen zijn. 
De hoogtijdagen van de klassieke son in Havana en Cuba waren in de jaren 20 van de 20ste eeuw. De bourgeoisie en regering wezen son toen veelal af vanwege haar Afrikaanse en vermeend volkse oorsprong en karakter, maar bij het volk was het populair.
Son evolueerde verder en hielp andere genres te evolueren. De son met traditionele instrumenten en sextet of septet-bezetting verdween grotendeels sinds de jaren 30, toen jazz en uitgebreidere big bands populair werden in Havana. Toen het toerisme groeide ontstonden gepolijste stijlen, waarin evenwel vaak nog son-elementen terugkwamen. De grotere combo’s, conjuntos (ensembles) speelden vanaf de jaren 40 en 50 vaak gemoderniseerde son, met nieuwere instrumenten.
De traditionele son verdween hierbij naar de achtergrond.
Heden ten dage hoor je ook weinig traditionele son meer in Cuba, hoewel het hier en daar nog te beluisteren is, met name in muziekcentra in oostelijk Cuba.

## Kenmerken
De oorspronkelijke son werd gespeeld met een “tres” (Cubaanse soort gitaar), een "standaard" gitaar, raspinstrumenten, bongo’s, en soms marimba’s. Vanaf de jaren 20 van de 20ste eeuw werd dit uitgebreid met meer instrumenten, zoals (al snel) de contrabas, meer percussie en blazers.
De standaardmaat van de son bestaat uit acht tellen. Tijdens acht tellen van de son wordt nu vaak met de claves of een ander instrument geklopt op (-) 2 3 (-) 5 (-) 6½ (-) 8.
De ritmische basis van son (en veel varianten) wordt opgebouwd rond een bas, welke een syncopisch, constant, “pizzicato” patroon speelt. De gitaar speelt hierbij een vast, semi-percussief slagpatroon, terwijl de tres-gitaar daarentegen melodischer speelt. Bongo’s en andere instrumenten volgen (deels) hetzelfde ritme als de gitaar. Wat betreft de zang volgt de son deels de Spaanse canción-traditie, maar met duidelijke Afrikaanse invloeden. Zo resulteert de song in het tweede deel ervan veelal in een call-and-response-sessie (voorzang beantwoordt met koorzang) van Afrikaanse oorsprong, waarbij de bongo’s ook gaan improviseren, en los komen van het gitaar-gestuurde ritme.

## Invloed
Sinds haar verschijning in ook Havana heeft de son, samen met de rumba, veel invloed gehad op de verdere Cubaanse muziek, welke ook in de Verenigde Staten en elders populariteit genoot. Son beïnvloedde de salsa-muziek (deels ritmisch gebaseerd op de son) onder de Latino-bevolking in de Verenigde Staten, alsmede deels stijlen in Haïti, zoals de “kompa” (feitelijk een wisselwerking: son was vanaf het begin beïnvloed door Haïtiaanse migranten in Cuba). 
Ook elders in het Caraïbisch gebied, zoals in de Dominicaanse Republiek en Curaçao, en Latijns-Amerika heeft de Cubaanse son genres beïnvloed, hoewel met “son” ook andere stijlen aangeduid worden; het woord son is immers Spaans voor geluid, toon, of klank.
Verder was son ook deels van invloed op de muziekgenres rumba en soukous in de DR Congo in Afrika. Ook dit is deels een wisselwerking, gezien de sterke muzikale Congo-invloed sinds de slavernij, met name ook in oostelijk Cuba, en op het ontstaan van de son.